# 小行星14413
小行星14413（14413 Geiger）是一颗绕太阳运转的小行星，为主小行星带小行星。该小行星于1991年9月5日发现。

## 轨道参数
小行星14413的轨道半长轴为2.2875439 UA，离心率为0.148。